# Baszkun
Baszkun (arab. باشكون) – wieś w Syrii, w muhafazie Idlib. W 2004 roku liczyła 111 mieszkańców.